# فاینال فانتزی ۱۴ (بازی ویدئویی ۲۰۱۳)
فاینال فانتزی ۱۴ (ژاپنی: ファイナルファンタジーXIV: 新生エオルゼア هپبورن: Fainaru Fantajī Fōtīn: Shinsei Eoruzea) یک بازی ویدئویی به سبک نقش‌آفرینی برخط چندنفره گسترده (ام‌ام‌اوآرپی‌جی) است که توسط شرکت اسکوئر انیکس ساخته و منتشر شده است. این بازی به کارگردانی و تهیه‌کنندگی نائوکی یوشیدا می‌باشد که در تاریخ ۲۷ اوت ۲۰۱۳ برای مایکروسافت ویندوز و پلی‌استیشن ۳ به عنوان جایگزینی برای نسخهٔ شکست خورده سال ۲۰۱۰ این بازی منتشر شد. نسخه‌ای نیز بعدها برای کنسول‌های پلی‌استیشن ۴ و پلی‌استیشن ۵، و سیستم‌عامل مک‌اواس عرضه شد. فاینال فانتزی ۱۴ در سرزمینی خیالی تحت نام «Eorzea»، و پنج سال پس از وقایع نسخهٔ اصلی سال ۲۰۱۰ روایت می‌شود.